# 19478 Jaimeflores
19478 Jaimeflores este un asteroid din centura principală de asteroizi.

## Descriere
19478 Jaimeflores este un asteroid din centura principală de asteroizi. A fost descoperit pe 21 aprilie 1998 la Socorro, New Mexico, în cadrul proiectului LINEAR. Asteroidul prezintă o orbită caracterizată de o semiaxă mare de 2,44 ua, o excentricitate de 0,13 și o înclinație de 2,3° în raport cu ecliptica.